# 孫権培
孫 権培（ソン・グォンベ、朝鮮語: 손권배/孫權培、1916年10月6日 - 1990年2月19日）は、大韓民国のジャーナリスト、実業家、政治家。第3代韓国国会議員。
本貫は密陽孫氏。号は民斉（ミンジェ、朝鮮語: 민제/民齊）。

## 経歴
日本統治時代の全羅北道完州郡出身。久留米の明善中学校卒。1954年の第3代総選挙では自由党の候補として国会議員に当選し、裵恩希の一級参謀を務めたが、裵の失脚後は自由党を離党し民主党に移籍した。他には太白新聞主幹、三南日報社社長、大韓独立促成国民会全羅北道支部宣伝部長、独立闘争委員会全羅北道団団長、大韓青年団全羅北道団団長、国民会全羅北道支部委員長、自由党完州乙区党委員長・全羅北道党副委員長を歴任した。晩年は大韓民国憲政会運営委員長を務めた。
1990年2月19日、交通事故に遭い搬送された後に死去。享年74。